# Сквер Героїв Маріуполя (Київ)
Сквер Героїв Маріуполя — сквер, розташований на вул. Героїв Маріуполя, 8 у Голосіївському районі міста Києва.

## Історична довідка

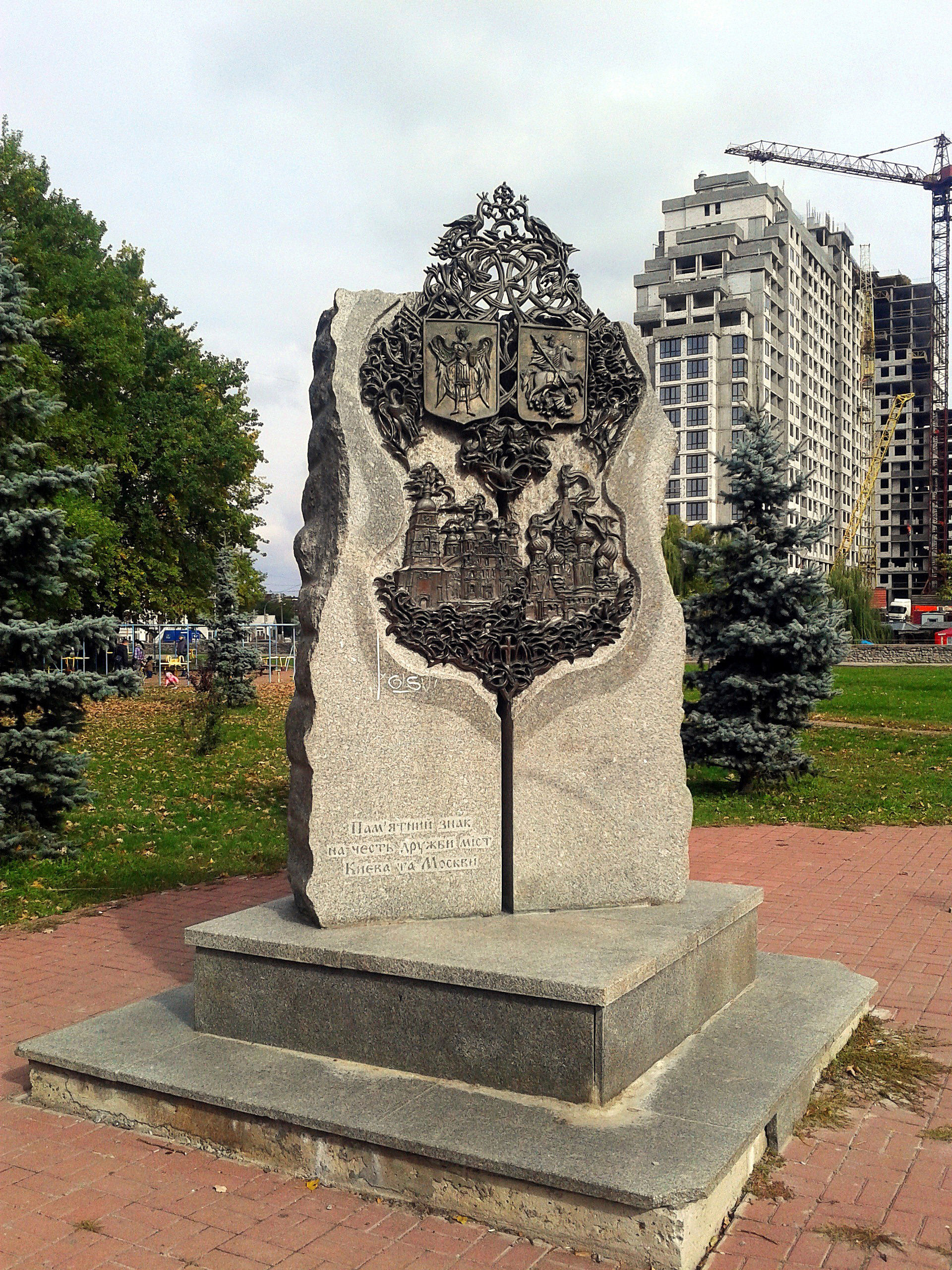
Пам'ятний знак на честь дружби міст Києва та Москви, 2013 рік

Сквер відкритий у 2001 році. Тоді ж у ньому було встановлено пам'ятний знак на честь дружби міст Києва та Москви, через що сквер неофіційно почали називати «сквер споріднених міст на честь дружби Києва та Москви».
У 2016 році сквер був капітально відремонтований.
Після початку російсько-української війни в 2014 році пам'ятний знак неодноразово намагались зруйнувати і обмальовували. У 2019 році кияни подавали петицію з проханням демонтувати цей монумент, але вона не набрала необхідної кількості голосів. В перші дні вересня 2021 КП УЗН Голосіївського району виконав рішення Київради про демонтаж від 8 липня 2021 року. Наразі пам‘ятник зберігається в Голосіївській РДА і має стати експонатом майбутнього музею тоталітаризму.

## Перейменування в 2022 році
15 квітня 2022 Київрада ухвалила рішення про перейменування скверу споріднених міст на честь дружби Києва та Москви на сквер Героїв Маріуполя. Із такою ініціативою виступив мер Києва Віталій Кличко.
Після засідання Київради мер Києва Віталій Кличко зазначив:
«Сьогодні я подав проєкт рішення про перейменування колишнього скверу дружби між Києвом та Москвою на сквер Героїв Маріуполя. І депутати підтримали таку ініціативу. Сквер розташований у Голосіївському районі міста, на вулиці Якубовського — на Теремках. Кілька років тому ми його відремонтували. Пам'ятний знак так званій „дружбі“, що стояв у сквері, демонтували минулого року. Тепер зелена зона отримала нову назву. І це важливо!».